# سسکک قهوه‌ای
سسکک قهوه‌ای (نام علمی: Prinia polychroa) نام یک گونه از سرده سسکک است.